# Jararaca
Jararaca (Bothrops jararaca) är en giftig orm som förekommer i sydöstra Brasilien och Paraguay och i provinsen Misiones i nordöstra Argentina. Den hör till familjen huggormar och underfamiljen näsgropsormar och ingår i samma släkte som den vanliga lansormen. Jararacan är precis som lansormen mycket giftig, dess gift är starkt nog att kunna döda en människa. Den är i de områden där den förekommer bland de ormarter som står för flest bett per år, då den är en ganska vanlig art och gärna lever i jordbruksområden. Dödsfall efter bett av jararaca har förekommit om inte rätt vård sätts in i tid. Giftet har vävnadsförstörande egenskaper och bland de symptom som uppträder finns smärta, rodnad, svullnad, inre blödningar och ofta nekros som obehandlad kan leda till kallbrand. Komponenter i jararacans gift har befunnits ha medicinsk användning mot högt blodtryck.

## Kännetecken
Ormen kan bli upp till 160 centimeter lång, men är vanligen mindre, och har en slank kropp och ett huvud som sett från ovan är trekantigt med spetsig nos. Honorna blir större än hanarna. I en studie i sydöstra Brasilien hade de infångade hanarna en längd på upp till cirka 87 centimeter och de infångade honorna en längd på upp till cirka 103 centimeter. Åtta infångade honor som hade fått avkomma minst en gång hade en längd på mellan 89 och 109 centimeter. Färgteckningen är varierande, ormen kan vara brun, rödbrun, grå och gulaktigt till olivgrönaktigt med mörkare mönstring. Buken är ljusare. Unga ormar har vit svansspets.

## Levnadssätt
Jararacan lever i lövskogsområden och i öppna jordbruksområden med intilliggande högre vegetation. Den finns också i närheten av stora städer som Rio de Janeiro och Sao Paulo. Ormen lever främst på marken, men klättrar också i låga buskar. Fullvuxna ormar äter mestadels gnagare, men kan även ta ödlor, grodor och små fåglar. 
Fortplantningen är ovovivipar.